# Кастанохори
Кастанохори (грч. Καστανοχώρι) је насељено место у општини Висалтија у периферији Средишња Македонија, Грчка. Према попису из 2021. године било је 88 становника.
Према бугарском географу и историчару, Василу Канчову, у Кастанохорију је 1900. године живело 600 Грка. Током Грчког грађанског рата село је настрадало а становништво је избегло. Село је обновљено око пет километара северније од старог села. На попису из 1961. године Кастанохори је имао 380 становника. Село се раније звало Омур Беј.